# Tour d'Assas
Pour les articles homonymes, voir Assas.
La tour d'Assas est, avec ses 76 mètres, la plus haute tour d'habitation du Languedoc-Roussillon (la seconde étant celle du Triangle avec 72 mètres). Elle est située dans le quartier de la Mosson, au nord-ouest de la ville de Montpellier.
En 2018, elle demeure la plus haute tour, parmi les immeubles de grande hauteur (IGH), dans la région Occitanie, en attendant les projets à venir à Toulouse, tels que la Tour d'Occitanie dans le quartier Matabiau ou la Tour Fenêtre sur Piste sur le campus de Toulouse Aerospace.

## Architecture
Caractérisée par une hauteur de 76 mètres pour 22 étages desservis par trois ascenseurs,, cette tour a abrité, en 1995, plus de 600 personnes dans 176 appartements, à raison de huit appartements par palier. En 2009, elle abrite 800 locataires dans 300 logements.

## Histoire
Représentant la réalisation majeure de l'architecte Guy Guillaume,, l'immeuble de « La tour d'Assas » fait partie de la deuxième tranche de travaux mis en œuvre dans le quartier dont le Plan d'urbanisme directeur (PUD) a été déposé le 31 mars 1969. L'année précédente ayant été la réalisation des « Tours des Tritons ».
En 1995, le journal L'Humanité relate l'action en justice des locataires afin d'être remboursés des trop-perçus de charges encaissés par la société HLM dont les copropriétaires de l'immeuble sont notamment l'OPAC et la société héraultaise d'HLM. Un syndicat de copropriété est créé le 25 décembre afin de gérer l'édifice. Il est également signalé durant cette année la problématique des ascenseurs, dont leurs disponibilités, le soir, va de dix à vingt-cinq minutes d'attente et la mise en service des ascenseurs neufs, dont la charge autorisée ne correspond pas à la charge réelle et met les appareils en sécurité.
Le conseil municipal de la ville de Montpellier, vote pour la séance du 31 mars 2004, l'application du droit de préemption urbain renforcé à l'ACM (Office public de l'habitat de Montpellier Méditerranée Métropole) concernant l'édifice,.
Dans la séance du 2 mars 2006, le conseil municipal, vote l'application du droit de préemption renforcé pour la structure de location de logements ACM sur la copropriété de « La tour d'Assas ».
Un documentaire est filmé par la réalisatrice Laure Pradal, en 2009,. Il est présenté dans plusieurs festivals et sur France 3 Régions,,. Durant 52 minutes, « Le village vertical », s'il est source d'inspiration pour les musiciens, retrace la vie des 800 habitants, essentiellement, originaires de la vallée du Dadès et de Tineghir au Maroc dans cet espace délabré dont les locataires tentent de maintenir un habitat décent,. Il met en exergue l'harassement des locataires aux travers d'associations pour dénoncer les dégradations des parties structurelles, des lieux communs, des dysfonctionnements des ascenseurs et des coupures d'alimentation d’eau sur plusieurs journées,.
Le 25 juillet 2013, dans le cadre d'un renouvellement législatif, réglementaire et l'échéance du précédent (2007-2012) programme local de l'habitat (PLH), un rapport est soumis à l’arrêt du Conseil d'agglomération où l'immeuble fait partie des trois édifices repérés comme fragile avec la tour Plein Ciel, également dans le quartier de la Mosson et la tour Saint-Martin dans le quartier du Près d’Arènes.
Organisées en collectif, durant l'année 2015, une vingtaine d’habitantes dénoncent des conditions de vie « indécentes » en évoquant l'extrême vétusté du bâtiment, les problèmes de sécurité liés à l'utilisation des ascenseurs, la suroccupation des appartements, le manque d’hygiène dans les parties communes et exigent la démolition de l'édifice.
En septembre 2017, le président de Montpellier Méditerranée Métropole, Philippe Saurel, déclare lors d'une interview dans le cadre d'une réunion ACM Habitat : « La Tour d’Assas sera détruite. Nous avons rencontré Nicolas Grivel, le directeur de l’ANRU, qui nous a dit que dans le cadre de l’ANRU II, la Tour d’Assas sera intégrée au programme ».
En avril 2021, la date du projet de la destruction de la Tour d'Assas est annoncé pour juin 2024 par le maire de la ville, Michaël Delafosse. Sur les 175 logements que comprend l'immeuble, 36 foyers sont en cours de relogement avant la démolition,.
En mars 2025, la mairie de Montpellier procède à la démolition de la tour d'Assas.

## Source bibliographique
- Montpellier Méditerranée Métropole et DREAL Occitanie, Élaboration du Programme Local de l'Habitat 2013-2018 : Document soumis à l’arrêt du Conseil d’Agglomération du 25 juillet 2013, Montpellier, 2013, 83 p., 30 cm (lire en ligne [PDF])